# Pallavolo Torino
El Pallavolo Torino fue un equipo de voleibol italiano de la ciudad de Turín. 

## Historia
El equipo nace como Cus Torino en 1952 y después de dos décadas en las divisiones minores en la temporada 1972-73 debuta en la Serie A1.  Pronto llega a ser uno de los equipos más poderoso de Italia: entre las temporadas 1974-75 y 1983-84 gana cuatro veces el campeonato y otras cuatro acaba subcampeón. En la temporada 1975-76 acaba tercera en la Copa CEV y en 1979-80 bajo el mando de Silvano Prandi se convierte en el primer equipo italiano en ganar la  Champions League. En 1982 llega nuovamente hasta la fase final de Champions, todavía acaba segunda en la liguilla por detrás del VC CSKA Moscú, el año siguiente también es derrotada en la final de Copa CEV por el VKA Leningrado. Sin embargo doce meses más tarde consigue levantar la copa derrotando el Palma Volley.
También llega hasta la Final Four de Challenge Cup  en la temporada 1985/1986 acabando tercero. 
En el verano de 1988 el equipo se queda sin patrocinadores y desaparece dejando sus derechos al Pallavolo Cuneo. En 1994 el equipo reaparece en la Segunda División de Italia adquirendo los derechos de Pallavolo Lecce y después de unas temporadas en la cual consiguee ganar la Copa Italia de A2 (2000-01), se funde de forma definitiva con el Pallavolo Cuneo formando el Piemonte Volley.

## Palmarés
- Campeonato de Italia (4)

1978-79, 1979-80, 1980-81 1983-84
2º lugar (2) : 1974-75, 1975-76, 1981-82, 1982-83
- Copa Italia A2 de voleibol (1)

2000-01
- Champions League (1)

1979-80
2º lugar (1) : 1981-82
- Copa CEV (1)

1983-84
2º lugar (1) : 1982-83
3º lugar (1) : 1975-76
- Challenge Cup

3º lugar (1) : 1985-86